# Окрутово
Окрутово — деревня в Монастырщинском районе Смоленской области России. Входит в состав Соболевского сельского поселения. По состоянию на 2007 год постоянного населения не имеет.
Расположена в западной части области в 18 км к северо-западу от Монастырщины, в 34 км западнее автодороги А141 Орёл — Витебск, на берегу реки Дельня. В 42 км восточнее деревни расположена железнодорожная станция Грудинино на линии Смоленск — Рославль.

## История
В годы Великой Отечественной войны деревня была оккупирована гитлеровскими войсками в июле 1941 года, освобождена в сентябре 1943 года.

## Уроженцы
- Рябков, Григорий Александрович (1912—1975) — советский государственный и партийный деятель.